# Nápoles (productor)
Nápoles, conocido anteriormente como DJ Nápoles, es un productor discográfico, cantante y compositor venezolano radicado en los Estados Unidos, reconocido por su trabajo con artistas como Prince Royce, Carlos Vives, Romeo Santos, DLG, Héctor Acosta, Juanes, Karol G, Maykel y Sebastián Yatra. Ha obtenido nominaciones a los Premios Grammy y a los Grammy Latinos por su trabajo en álbumes de DLG, Héctor Acosta y Prince Royce, y ha logrado galardones y nominaciones en otros eventos como los Premios Billboard de la Música Latina y los Premios Lo Nuestro.

## Carrera

### Inicios y carrera como productor
Hijo de padres dominicanos, Nápoles nació en Venezuela y se radicó con su familia en Nueva York desde una temprana edad.Acreditado como DJ Nápoles, en 2009 participó como cantante y coproductor en el disco Renacer de la agrupación de salsa estadounidense DLG, el cual logró una nominación a los Premios Grammy en la categoría de mejor álbum latino tropical.
Tras un breve trabajo con el dúo de productores conocido como Luny Tunes y luego de producir la canción «Dale Pa'Tra (Back it Up)» de Notch, la cual figuró en la lista de éxitos Hot Latin Songs de Billboard en junio de 2007, realizó labores de producción acreditado como Nápoles en el álbum debut homónimo del cantante estadounidense Prince Royce (2010), recibiendo una nominación en los Premios Grammy Latinos en la categoría de mejor álbum tropical contemporáneo, y cosechando galardones y nominaciones en otros eventos como los Premios Billboard de la Música Latina y los Premios Lo Nuestro.
Repitió nominación en la misma categoría en los Grammy Latinos de 2016 por su trabajo como productor en el álbum Merengue y sentimiento del cantante dominicano Héctor Acosta. Otros artistas con los que ha colaborado en labores de producción incluyen a Carlos Vives, Romeo Santos, Juanes, Sebastián Yatra, Karol G y Nicky Jam, entre otros.

### Carrera como solista y actualidad
Antes de lanzar su carrera en solitario, Nápoles hizo parte de una agrupación del género urbano llamada Fragment Crew. Lanzó «Lejos de ti», su primer sencillo como cantante solista en 2021, acompañado de un videoclip grabado en Tulum, México y producido por Kaptian Dave.Ese mismo año colaboró con Fraze en la canción «Yo toy chillín», y con el acordeonista Papi Rodríguez en el sencillo «Alibabá».
En 2022 escribió la canción «Bailando Bachata», grabada por el cantante y músico ecuatoriano Maykel, con el que realizó una gira en Europa presentando el sencillo. Entre 2022 y 2023 estrenó los sencillos «No le pare» con Wasel, «Tik Tak» con Meyson P y «Vamo hacerlo» con Noboa.

## Discografía

### Sencillos
| Año  | Título             | Colaboración   |
| ---- | ------------------ | -------------- |
| 2021 | «Lejos de ti»      |                |
| 2021 | «Yo toy chillín»   | Fraze          |
| 2021 | «Alibabá»          | Papi Rodríguez |
| 2022 | «Bailando Bachata» | Maykel         |
| 2022 | «No le pare»       | Wasel          |
| 2023 | «Tik Tak»          | Meyson P       |
| 2023 | «Vamo hacerlo»     | Noboa          |

## Premios y reconocimientos
| Año  | Evento                                | Categoría                          | Artista       | Obra nominada          | Resultado | Ref.   |
| ---- | ------------------------------------- | ---------------------------------- | ------------- | ---------------------- | --------- | ------ |
| 2009 | Premios Grammy                        | Mejor álbum latino tropical        | DLG           | Renacer                | Nominado  | [ 4 ]  |
| 2010 | Premios Grammy Latinos                | Mejor álbum tropical contemporáneo | Prince Royce  | Prince Royce           | Nominado  | [ 9 ]  |
| 2011 | Premios Billboard de la Música Latina | Álbum tropical del año             | Prince Royce  | Prince Royce           | Ganador   | [ 10 ] |
| 2011 | Premios Billboard de la Música Latina | Tropical Airplay                   | Prince Royce  | Prince Royce           | Ganador   | [ 10 ] |
| 2011 | Premios Lo Nuestro                    | Álbum tropical del año             | Prince Royce  | Prince Royce           | Nominado  | [ 11 ] |
| 2016 | Premios Grammy Latinos                | Mejor álbum tropical contemporáneo | Héctor Acosta | Merengue y sentimiento | Nominado  | [ 13 ] |